# Ewald Wenck
Ewald Wenck, född 28 december 1891 i Berlin, död 30 april 1981 i samma stad, var en tysk skådespelare, kabaréartist och radiopratare i RIAS där han under 1970-talet ledde programmet Ewalds Schlagerparade. Wenck medverkade i över 200 tyska filmer under åren 1919 till 1978, oftast i mindre roller i vitt skilda genrer.

## Filmografi
- 1933 – Viktor och Viktoria
- 1934 – Hennes engelska giftermål
- 1934 – Den lilla butiken
- 1935 – Det gudomliga äventyret
- 1935 – Svarta rosor
- 1936 – Donogoo Tonka
- 1937 – Även i tider som dessa
- 1938 – En stormig bröllopsresa
- 1939 – Bel Ami
- 1940 – Sköna juveler
- 1941 – Fy, så'na karlar!
- 1941 – Vad kvinnor drömmer om våren
- 1942 – Det regnar musik
- 1942 – Ett möte i natten
- 1944 – Mina drömmars kvinna
- 1944 – Skolans skräck
- 1950 – Mathilde Möhring
- 1954 – Skandal i sista ringen
- 1955 – Hotel Adlon
- 1963 – Två ska man vara